# Lithophaga purpurea
Lithophaga purpurea is een tweekleppigensoort uit de familie van de Mytilidae. De wetenschappelijke naam van de soort is voor het eerst geldig gepubliceerd in 1980 door Kleemann.